# Lindach (Eberbach)

Wappen von Lindach

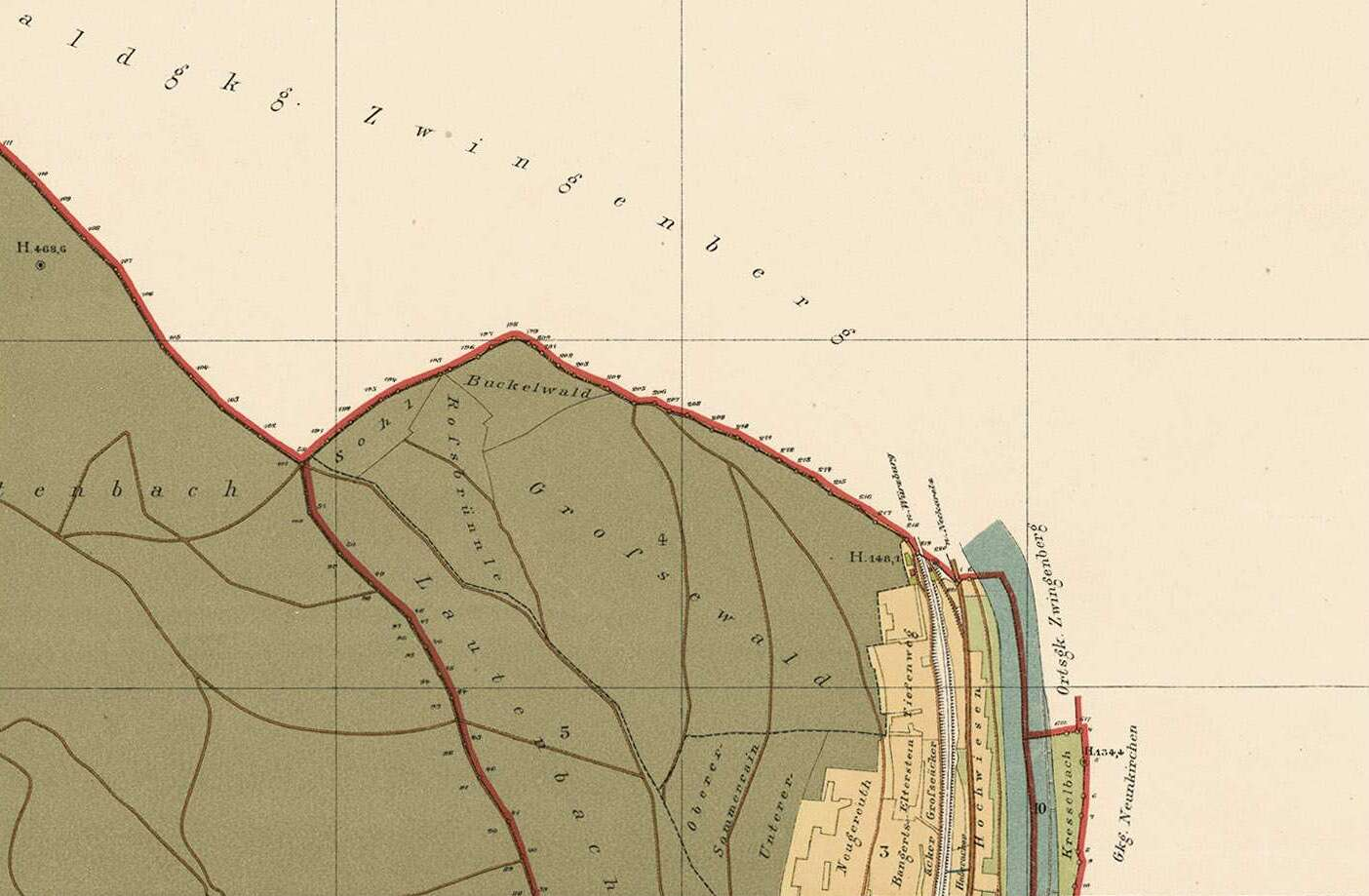
Östlicher Teil der Gemarkung 1900

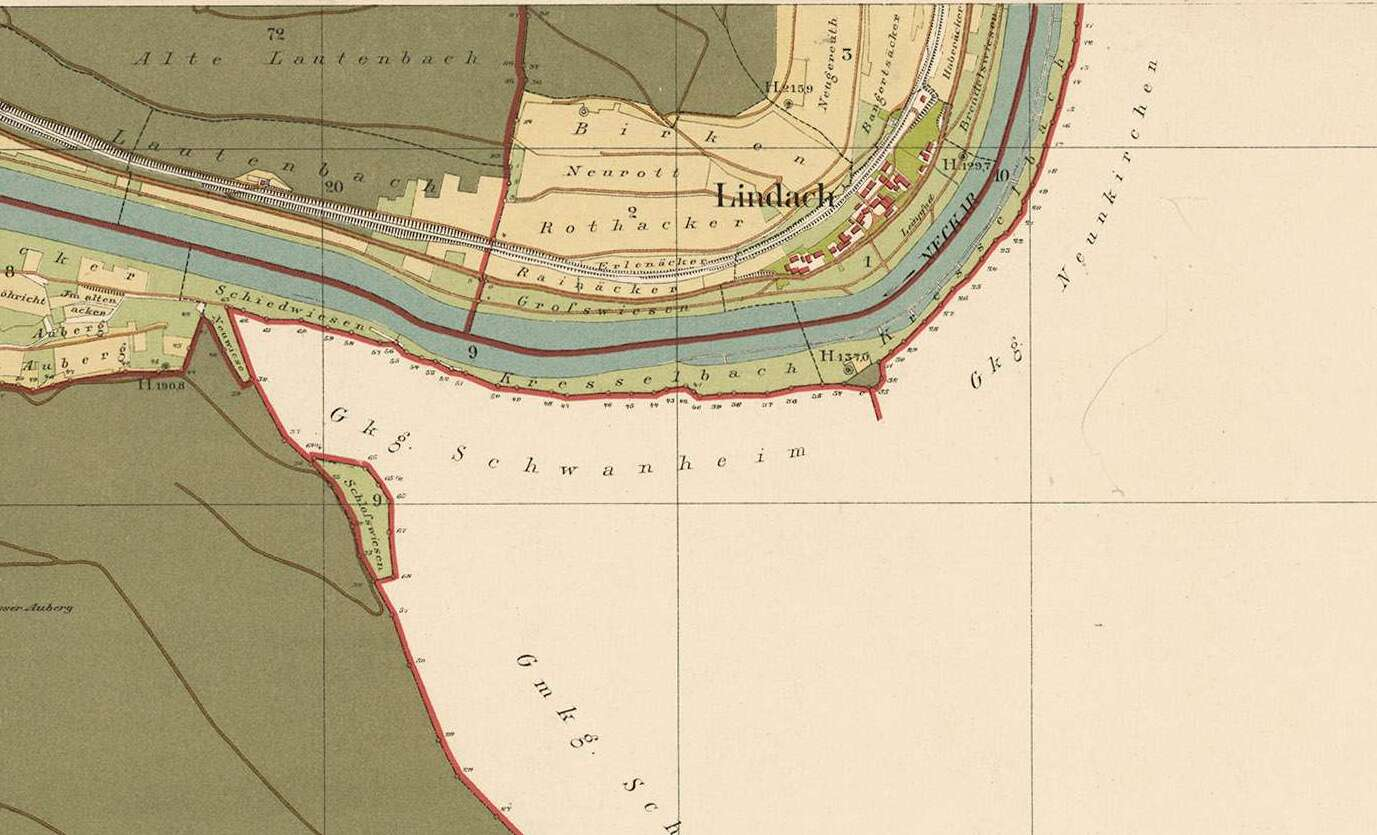
Westlicher Teil der Gemarkung 1900

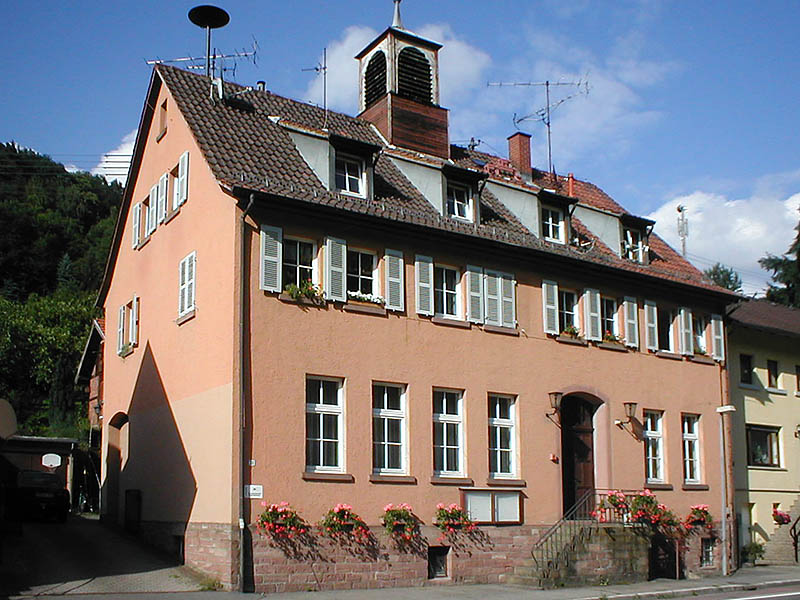
Das Rathaus von Lindach

Lindach ist eine Ortschaft im Nordwesten von Baden-Württemberg. Es bildet heute einen südöstlichen Stadtteil von Eberbach im Rhein-Neckar-Kreis.

## Geographie
Das kleine Lindach liegt auf einem flachem Gleithang am rechten Ufer des Neckars.
Benachbarte Gemeinden und Gemarkungen (auch ehemalige) sind, beginnend im Westen und dann im Uhrzeigersinne, Eberbach und die Waldgemarkung Zwingenberg. Es folgen, auf der gegenüberliegenden Seite des Neckars, Zwingenberg und Rockenau.

## Geschichte
Lindach bildet einen Ausbauort des Hochmittelalters. 1364 wurde es urkundlich erstmals erwähnt als Lyndech, der Name bezieht sich auf das Vorkommen von Linden. Ursprünglich hatte ein Bezug zu Neckargerach bestanden. Während dieser Ort den Herren von Zwingenberg gehörte, zählte Lindach seit 1330 zur Kurpfalz. Mit deren Auflösung 1803 kam es zu Leiningen und 1806 zu Baden.

## Verwaltungszugehörigkeit
Zu Zeiten der Kurpfalz und Leiningens gehörte Lindach zur Kellerei Eberbach, die dem Oberamt Mosbach unterstand. In Baden kam der Ort zum Bezirksamt Mosbach, aus dem 1939 der Landkreis Mosbach wurde.

## Gemeinde
Nachdem Lindach zuvor eine eigene Gemeinde gebildet hatte, wurde es 1973 nach Eberbach eingemeindet. Es kam somit nicht, wie die Mehrzahl der Orte des Kreises Mosbach, zum Neckar-Odenwald-Kreis.

## Verkehr
Lindach liegt an der B 37, die, in diesem Abschnitt, von Eberbach nach Mosbach führt. Der Ort hat einen Bahnhof an der Neckartalbahn, die dieselben Städte verbindet.

## Persönlichkeiten

### Söhne und Töchter des Ortes
- Robert Wagner (1895–1946), Politiker der NSDAP und verurteilter Kriegsverbrecher